# Metaparoncholaimus heterocytous
Metaparoncholaimus heterocytous is een rondwormensoort uit de familie van de Oncholaimidae. De wetenschappelijke naam van de soort is voor het eerst geldig gepubliceerd in 1938 door Chitwood & Chitwood.